# Эммет, Пол Хью
Пол Хью Эммет  (англ. Paul Hugh Emmett; 22 сентября 1900, Портленд, Орегон — 22 апреля 1985, Портленд, Орегон) — известный американский химик, внесший большой вклад в изучение гетерогенного катализа. Важнейшей заслугой Эммета считают создание метода измерения удельной поверхности твердых тел и теоретического обоснования данного метода, известного как теория адсорбции Брунауэра-Эммета-Теллера (БЭТ). Исследования Эммета в области гетерогенного катализа впоследствии оказали заметное влияние на развитие химии в данном направлении.

## Молодые годы, образование
Пол Хью Эммет родился 22 сентября 1900 г. в городе Портленд штата Орегон. Профессии родителей Эммета не были связаны с научной деятельностью. Его мать была домохозяйкой, отец Эммета был занят в строительстве железных дорог. Дошкольная подготовка Эммета прошла в штате Орегон, затем он был принят в школу Вашингтона в Портленде. На жизненном пути Эммет встретил несколько людей, так или иначе повлиявших на его дальнейший выбор заняться химией. Это и его школьная учительница английского, подметившая успехи мальчика в естественных науках, и учитель химии Уильям Грин и его коллега Дж. Ф. Г. Хикс из университета штата Орегон. В 1922 г. Пол Эммет становится выпускником Oregon Agricultural College (ныне — Oregon_State_University) в степени бакалавра по специальности инженер-химик и поступает в Калифорнийский технологический институт. В институте Эммет начал свои первые работы в области гетерогенного катализа под руководством А. Ф. Бентона. Его исследования были посвящены изучению реакции водорода и кислорода с образованием воды над никелевыми катализаторами. В 1925 г. Пол Эммет стал выпускником Калифорнийского технологического института в степени доктора наук по специальности физическая химия.

## Научная деятельность
По окончании института Эммет занимался преподаванием в колледже штата Орегон в течение года. После этого он был принят на работу Лабораторию по исследованию фиксации азота Департамента сельского хозяйства США в округе Вашингтон, начав свои первые серьезные исследования в области катализа. В 1937г. Эммет возглавил химико-инженерный факультет в университете Джонса Хопкинса, продолжив свои исследования. В годы Второй мировой войны Эммет стал участником Манхэттенского проекта в команде Гарольда Юри. В рамках работ по созданию атомного оружия Эммет занимался разработкой мембран для газодиффузионного разделения изотопов урана. В 1944г. Эммет присоединился к работам по нефтехимии в институте Меллона. В этих работах каталитические процессы изучались при помощи метода радиоактивных индикаторов. В 1955г. ученый был приглашен в компанию В.Р. Грейса в университете Хопкинса для участия в работах, посвященных катализу. В 1970г. Эммет покинул университет Хопкинса, возвратившись в Портланд. Там он занимался преподавательской и научной деятельностью вплоть до своей кончины.

### Создание метода Брунауэра-Эммета-Теллера (БЭТ)
Одной из главных заслуг Эммета считается разработка метода измерения площади удельной поверхности твердых тел. В 1926г. Эммет принял участие в исследованиях синтеза аммиака из водорода и азота над железными катализаторами. Уже тогда стало ясно, что для изучения процессов гетерогенного катализа необходим метод определения удельной поверхности катализатора. К тому времени Бентоном была получена изотерма адсорбции азота при -191оС. Характерные разрывы на этой изотерме позволили исследователям предположить, что на поверхности катализатора образуется не один слой азота, а несколько. В рамках этого предположения Эмметом с сотрудниками был создан метод определения площади поверхности твердого тела, известный сейчас как метод Брунауэра-Эммета-Теллера (БЭТ), а так же его теоретическое обоснование. Экспериментальная часть метода была разработана Брунауэром, а теоретическая – Теллером. В ходе работ Эммет неоднократно проверял адекватность данных, получаемых в методе БЭТ, посредством косвенных измерений, таких как электронная и оптическая микроскопия образцов. В итоге метод БЭТ оказался применимым для всех пористых твердых тел и порошков.

### Работы с использованием метода радиоактивных индикаторов
Следующим существенным вкладом Эммета в исследования каталитических процессов стало использование нового для того времени метода радиоактивных индикаторов. Первым изотопом, использованным Эмметом был углерод-14, ставший доступным к концу Второй мировой войны. С помощью этого изотопа был изучен синтез углеводородов из синтез-газа на кобальтовых и железных катализаторах. Результаты исследований позволили предложить механизм образования органических продуктов в ходе реакции. Помимо процессов с участием синтез-газа с помощью радиоактивной метки был изучен крекинг нефти. Кроме углерода-14 использовались и другие изотопы, такие как азот-15, дейтерий (тяжелая вода), позволившие изучить природу активных центров катализаторов, уточнить механизмы некоторых реакций.

### Исследование каталитического синтеза аммиака
Большая часть работ Эммета была посвящена синтезу аммиака на железных катализаторах. Работы включали в себя изучение термодинамических свойств и фазовых состояний в системе нитрид железа-железо-азот, хемосорбцию азота, водорода, кислорода на поверхности катализаторов, отравление катализаторов и т.д. В ходе работ было установлено, что синтез аммиака не протекает через образование нитридов железа, основной стадией процесса является хемосорбция азота. Кроме того, была установлена роль щелочных промоторов в реакции синтеза. Эммет с коллегами экспериментально проверили теорию о значимой роли вакантных d-орбиталей  в катализе. Проверка показала неоднозначность этих утверждений. В ходе работ группой Эммета был разработан новый аналитический метод регистрации продуктов катализа, заключающийся в совмещении каталитического реактора с хроматографической колонкой.

## Семья, личная жизнь
П.Эммет был трижды женат. Он был одноклассником и близким другом Л.Полинга, третьей женой Эммета стала сестра Полинга, Паулина.

## Премии и награды
- член Национальной Академии Наук (1955г.)
- доктор наук колледжа штата Орегон (1939г.)
- доктор наук университета Лиона (1964г.)
- доктор наук колледжа Кларксона (1969г.)
- почетный доктор юридических наук университета Хоккайдо (1976г.)